# Gouvernement Bustamante
Cet article présente la composition du gouvernement mexicain sous le président Anastasio Bustamante, il est l'ensemble des ministres du gouvernement républicain du Mexique. Il est ici présenté dans l'ordre protocolaire. Actuellement les membres du gouvernement exécutif du Mexique ne prennent pas le titre de ministre mais celui de secrétaire.

## Liste des ministres
| Deuxième Administration - Ministre des Relations Extérieures du Mexique - (1837 - 1837) : Luis Gonzaga Cuevas - (1837 - 1837) : José María Bocanegra - (1837 - 1838) : José María Ortiz Monasterio - (1838 - 1838) : Luis Gonzaga Cuevas - (1838 - 1838) : José Joaquín Pesado - (1838 - 1838) : Manuel Gómez Pedraza - (1838 - 1838) : José Gómez de la Cortina - (1838 - 1839) : Manuel Eduardo de Gorostiza - (1839 - 1839) : José María Tornel - (1839 - 1839) : Manuel Eduardo de Gorostiza - Ministre de l'Intérieur du Mexique - (1837 - 1837) : Joaquín de Iturbide - (1837 - 1837) : Manuel de la Peña y Peña - (1837 - 1838) : José Antono Romero - (1838 - 1838) : Luis Gonzaga Cuevas - (1838 - 1838) : José Joaquín Pesado - (1838 - 1838) : José Rodríguez Puebla - (1838 - 1838) : Joaquín de Iturbide - (1838 - 1838) : Manuel Eduardo de Gorostiza - (1838 - 1839) : Agustín Pérez Lebrija - Ministre de la Guerre et de la Marine du Mexique - (1837 - 1837) : José Mariano Michelena - (1837 - 1838) : Ignacio Mora y Villamil - (1838 - 1838) : José Morán y del Villar - (1838 - 1838) : Benito Quijano - (1838 - 1839) : José María Tornel - Ministre des Finances du Mexique - (1837 - 1837) : José María Cervantes - (1837 - 1837) : Joaquín Lebrija - (1837 - 1838) : Ignacio de Mora y Villamil - (1838 - 1838) : José María Bocanegra - (1838 - 1838) : Manuel Eduardo de Gorostiza - (1838 - 1838) : Pedro Echevarría - (1838 - 1839) : José Gómez de la Cortina | Première Administration - Ministre des Relations Extérieures et Intérieures du Mexique - (1830 - 1830) : Manuel Ortiz de la Torre - (1830 - 1832) : Lucas Alamán - (1832 - 1832) : José María Ortiz Monasterio - Ministre de la Justice et des Affaires Ecclésiastiques du Mexique - (1830 - 1830) : Joaquín de Iturbide - (1830 - 1832) : José Ignacio Espinosa - (1832 - 1832) : Joaquín de Iturbide - Ministre de la Guerre et de la Marine du Mexique - (1830 - 1830) : Francisco Moctezuma - (1830 - 1832) : José Antonio Facio - (1832 - 1832) : José Cacho - Ministre des Finances du Mexique - (1830 - 1830) : Ildefonso Maniau - (1830 - 1832) : Rafael Mangino Troisième Administration - Ministre des Relations Extérieures du Mexique - (1839 - 1839) : Manuel Eduardo de Gorostiza - (1839 - 1840) : Juan de Dios Cañedo - (1840 - 1841) : José María Ortíz Monasterio - (1841 - 1841) : Sebastián Camacho - Ministre de l'Intérieur du Mexique - (1839 - 1840) : José Antonio Romero - (1840 - 1840) : Luis Gonzaga Cuevas - (1840 - 1840) : Juan de Dios Cañedo - (1840 - 1840) : Luis Gonzaga Cuevas - (1840 - 1840) : José Mariano Marín - (1840 - 1841) : José María Jiménez - Ministre de la Guerre et de la Marine du Mexique - (1839 - 1839) : José María Tornel - (1839 - 1839) : Joaquín Velázquez de León - (1839 - 1841) : Juan Nepomuceno Almonte - Ministre des Finances du Mexique - (1839 - 1839) : Francisco María Lombardo - (1839 - 1841) : Francisco Javier Echeverría - (1841 - 1841) : Manuel María Canseco |